# Teletext
El teletext és un servei Videotex d'informació en forma de text que s'emet junt amb el senyal de televisió. Necessita televisors adequats per accedir al servei; la major part de televisors que es venen des de l'any 1990 incorporen aquest sistema. Amb l'arribada de la televisió digital terreste, el sistema fou abandonat a la majoria de països que l'implementaren.

## Història
La cadena de la BBC va ser la primera en tot el món en introduir el teletext el 23 de setembre de 1974, però no va arribar a Espanya fins al 1988. La BBC va començar a utilitzar un protocol propi anomenat Ceefax tot i que no va ser fins uns anys després que es va començar a generalitzar el nom actual de "teletext", derivat del servei alternatiu desenvolupat per oracle. Encara que la seva estructura és molt senzilla va seguir actiu fins a l'any 2012.
La cadena britànica va incorporar el seu successor: "botó vermell". Una tecnologia similar que mostra a l'usuari informació addicional en forma de text, en especial notícies dels seus canals BBC News i BBC Sport. Aquest botó introduït el 1999 desapareix definitivament del canal a principis de 2020.
Pel que fa a Espanya, la TVE va començar l'emissió interrompuda del teletext el 16 de maig de 1988, tot i que les emissions de prova van començar durant el Mundial de Futbol de 1982. La principal finalitat del sistema era prestar un servei a les persones amb discapacitat auditiva, com a resultat, van començar a crear subtítols per a tots els programes que s'emetien.
Entre les consultes es podien veure notícies d'última hora, resultats esportius, números premiats de sortejos de la Loteria o de la Once. En definitiva, oferia serveis similars als de qualsevol diari i per tant, el teletext va arribar a restar lectors a la premsa en paper.

## Ús
Bàsicament, consisteix en un conjunt (més o menys extens) de pàgines, les quals s'elegeixen a través del comandament a distància. S'escriu el número de la pàgina (de tres xifres) i transcorregut un temps, es mostra a la pantalla del televisor.
El primer canal a incorporar el teletext va ser la BBC el 1972.
També hi pot haver "enllaços", salts o accessos ràpids entre pàgines a l'última fila de la pantalla, que s'activen a través dels botons de colors que té el comandament a distància. Algunes pàgines són de tipus rodador, la qual cosa vol dir que van apareixent diferents "subpàgines" cada cert temps, si bé el nombre de pàgina és el mateix. Això s'indica (per exemple) així: 2/4, que vol dir que estem veient la "subpàgina" 2 de 4 que existeixen en total.
A la ràdio hi ha un sistema semblant anomenat ràdio text o RDS. A la Televisió Digital Terrestre, a més del teletext, s'envien informacions sobre els canals i la seva programació mitjançant el sistema EPG i aplicacions interactives amb el sistema MHP.

## La transmissió del teletext

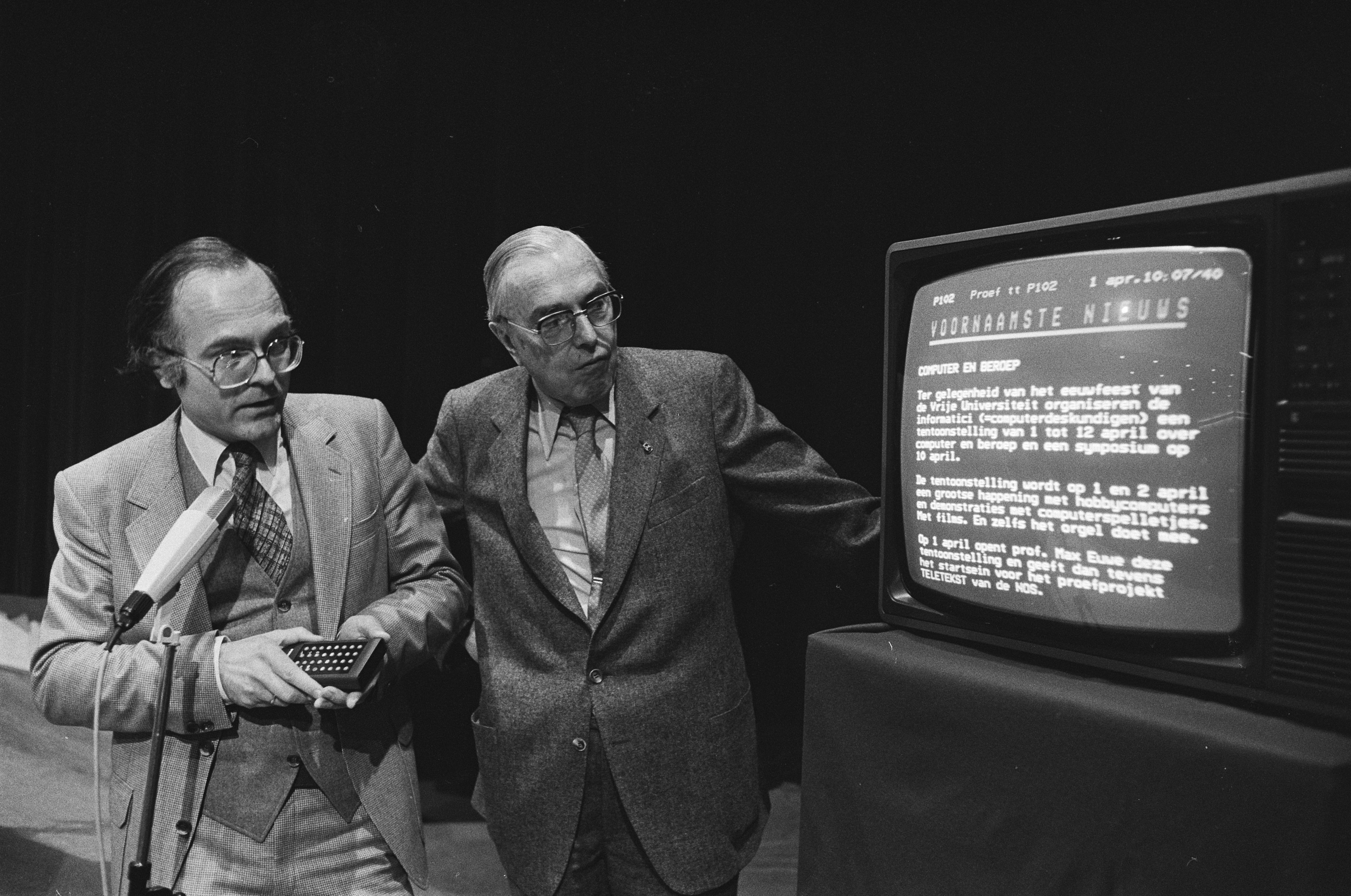
Llançament del teletext a Amsterdam, 1980

Al principi el senyal de televisió era emès per sincronismes verticals i horitzontals. Les noves tecnologies d'estat sòlid han deixat sense motiu aquestes línies del sincronisme vertical que s'han aprofitat per a la transmissió d'altres informacions i serveis, com els senyals VITS i el teletext que empra un sistema de codificació digital. D'aquesta manera, els receptors no preparats simplement ignoren aquestes línies, i els preparats poden captar aquest senyal sense afectar la qualitat d'imatge.

## Nivells del teletext

### Nivell 1 (alfamosàic bàsic)
És el sistema bàsic, el repertori base del qual són:
- 96 caràcters alfanumèrics.
- 64 caràcters gràfics de tipus mosaic (continus o separats).
- 30 caràcters de control.

Els atributs estan en manera sèrie, i ocupen espai en pantalla i en memòria. Els caràcters es visualitzen amb l'atribut actual fins a rebre'n un de nou.

### Nivell 1 i mig
És l'usat a tot el territori de l'Estat espanyol, amb 128 caràcters alfanumèrics, fons negre i codi de 4 colors que permet l'accés més ràpid de les pàgines més consultades.

### Nivell 2 (alfamosàic millorat)
Té un repertori més extens de caràcters i destacar que els atributs estan en manera paral·lela, sense ocupar espai en pantalla. El generador comprova si el caràcter està afectat per algun atribut abans de visualitzar-lo en pantalla. És l'usat pel sistema francès ANTIOPE.

### Nivell 3 (alfa-DRCS)

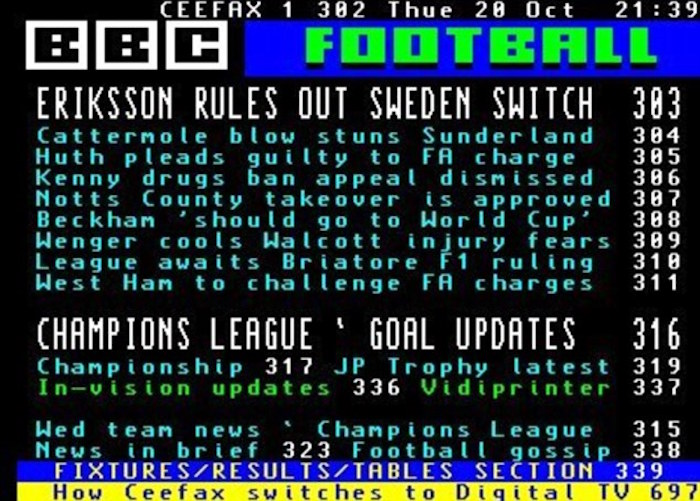
Una pàgina britànica de Ceefax d'octubre del 2009, mostrant notícies esportives.

Inclou caràcters mòbils o dinàmicament redefinibles (DRCS). Els caràcters gràfics són mosaics de 6 x 4 celdillas, pel que presenta major qualitat i resolució.

### Nivell 4 (alfageomètric)
Té més caràcters, on ja s'aprecia una elevada qualitat de gràfics. Els receptors per visualitzar aquest teletext són més complexos i més cars.

### Nivell 5 (alfafotogràfic)
Permet la transmissió d'imatges fotogràfiques fixes amb resolució de televisió. Cada imatge és digitalitzada i transmesa punt a punt, per ser emmagatzemada en el receptor. Malgrat els seus nombrosos inconvenients (major temps d'espera, exigència d'una gran capacitat de memòria...) és el sistema adoptat al Japó per la complexitat dels caràcters.